# Club León
Maillots
Actualités
Le Club León Fútbol Club, appelé plus simplement Club León FC ou Club León est un club de football mexicain basé à León. 
Fondé en 1944, il a été sept fois champion du Mexique et fut le premier club mexicain à réaliser le doublé coupe-championnat en 1949. Le club évolue actuellement en Primera División, le championnat du Mexique. 
Il dispute ses matches à l'Estadio Nou Camp de León, Guanajuato (33 943 places). Fin 2018, un projet de construction d'un nouveau stade est lancé. Le nouveau stade devrait être opérationnel en 2023 et pourra accueillir 35 000 personnes.

## Palmarès
| Compétitions nationales | Compétitions internationales                                                                                             |
| - Championnat du Mexique (8) : - Champion : 1948, 1949, 1952, 1956, 1992, 2013 (Tournoi d'ouverture), 2014 (Tournoi de clôture) et 2020 (Tournoi d'ouverture). - Coupe du Mexique (5) : - Vainqueur : 1949, 1958, 1967, 1971 et 1972. - Finaliste : 1953, 1957, 1959, 1966 et 2015 (A). - Supercoupe du Mexique (5) : - Vainqueur : 1948, 1949, 1956, 1971 et 1972. - Championnat du Mexique de deuxième division (2) : - Champion : 2003 (Tournoi d'été) et 2004 (Tournoi de clôture). | - Ligue des champions de la CONCACAF (1) - Vainqueur : 2023. - Finaliste : 1993. - Leagues Cup (1) : - Vainqueur : 2021. |

## Effectif actuel
Mise à jour le 3 décembre 2023.
| N° | Nat.                   | Poste | Nom du joueur   |
| -- | ---------------------- | ----- | --------------- |
| 1  | Drapeau du Mexique     | G     | Alfonso Blanco  |
| 5  | Drapeau du Mexique     | M     | Fidel Ambriz    |
| 6  | Drapeau de la Colombie | D     | William Tesillo |
| 7  | Drapeau du Mexique     | D     | Ivan Moreno     |
| 8  | Drapeau du Mexique     | M     | Ivan Rodriguez  |
| 9  | Drapeau de l'Argentine | A     | Brian Rubio     |
| 11 | Drapeau du Mexique     | M     | Elias Hernandez |
| 13 | Drapeau de l'Équateur  | M     | Angel Mena      |
| 16 | Drapeau de la Colombie | M     | Omar Fernandez  |
| -  | Drapeau du Mexique     | M     | Jorge Diaz      |
| 17 | Drapeau de l'Uruguay   | A     | Nicolás López   |
| 18 | Drapeau de l'Uruguay   | A     | Federico Viñas  |

| No. | Nat.                   | Position | Nom du joueur     |
| --- | ---------------------- | -------- | ----------------- |
| 20  | Drapeau du Mexique     | A        | Alfonso Alvarado  |
| 21  | Drapeau de la Colombie | D        | Jaine Barreiro    |
| 22  | Drapeau de l'Argentine | D        | Adonis Frias      |
| 23  | Drapeau de l'Espagne   | M        | Borja Sanchez     |
| 24  | Drapeau du Mexique     | D        | Osvaldo Rodriguez |
| 25  | Drapeau du Mexique     | D        | Paul Bellon       |
| 26  | Drapeau du Mexique     | A        | Armando León      |
| 28  | Drapeau du Mexique     | M        | José Ramirez      |
| 29  | Drapeau de l'Argentine | M        | Lucas Romero      |
| 30  | Drapeau du Mexique     | G        | Rodolfo Costa     |
| 33  | Drapeau du Mexique     | D        | Pedro Hernandez   |
| 34  | Drapeau du Mexique     | D        | Oscar Villa       |